# The Volume Dealers
Unter dem Namen The Volume Dealers treten Neil Young und Niko Bolas als Musikproduzenten auf. Unter anderem produzierten sie zusammen die Neil-Young-Alben This Note’s For You, Freedom und Chrome Dreams II.